# Arianta arbustorum
Arianta arbustorum е вид охлюв от семейство Helicidae. Видът не е застрашен от изчезване.

## Разпространение и местообитание
Разпространен е в Австрия, Албания, Белгия, Босна и Херцеговина, България, Великобритания (Северна Ирландия), Германия, Дания, Естония, Ирландия, Италия, Латвия, Литва, Лихтенщайн, Люксембург, Нидерландия, Норвегия, Полша, Румъния, Русия (Калининград), Словакия, Словения, Украйна, Унгария, Фарьорски острови, Финландия, Франция, Хърватия, Чехия, Швейцария и Швеция.
Обитава гористи местности, склонове, ливади, пасища и храсталаци. Среща се на надморска височина от 514 до 1175,9 m.

## Описание
Популацията на вида е стабилна.